# Pierre Vincent (Leichtathlet)
Pierre Vincent (* 20. Februar 1992 in Neuilly-sur-Marne) ist ein französischer Sprinter.
Bei den Leichtathletik-Junioreneuropameisterschaften 2011 in Tallinn gewann er Silber über 200 m und bei den Leichtathletik-Europameisterschaften 2014 Bronze in der 4-mal-100-Meter-Staffel.
2013 wurde er Französischer Hallenmeister über 200 m.

## Persönliche Bestzeiten
- 100 m: 10,40 s, 11. Juli 2015, Villeneuve-d’Ascq
- 200 m: 20,54 s, 28. August 2014, Zürich
  - Halle: 21,02 s, 22. Februar 2015, Aubière